# Claudette Johnson
Claudette Elaine Johnson MBE RA (* 1959 in Manchester) ist eine britische bildende Künstlerin. Sie ist bekannt für ihre großformatigen Zeichnungen schwarzer Frauen und ihr Engagement für die BLK Art Group, deren Gründungsmitglied sie war.
Johnson war Finalistin für den Turner Prize 2024 und wurde im selben Jahr in die Royal Academy of Arts gewählt.
Ihre Werke befinden sich in zahlreichen öffentlichen Sammlungen, darunter die Tate Britain, das Arts Council England und die Manchester Art Gallery.

## Ausstellungen (Auswahl)
- 1983: Five Black Women Artists. Africa Centre, London
- 1983: Black Women Time Now. Battersea Arts Centre London
- 1984: Into the Open: New Paintings Prints and Sculptures by Black Contemporary Artists. Mappin Art Gallery, Sheffield
- 1986: The Thin Black Line. Institute of Contemporary Arts, London
- 1987: The Image Employed: The Use of Narrative in Black Art. Corner-House, Manchester
- 1992: In This Skin: Drawings by Claudette Johnson. Black Art Gallery, London
- 1997: Transforming the Crown: African, Asian and Caribbean Artists in Britain 1966–1986. Royal Festival Hall, London; The Caribbean Cultural Centre, The Studio Museum in Harlem und Bronx Museum of the Arts, New York
- 2012: Thin Black Line(s), Tate Britain, London.
- 2015/16: No Colour Bar: Black British Art in Action 1960–1990, Guildhall Art Gallery, London
- 2019: Claudette Johnson: I Came to Dance, Modern Art Oxford
- 2023: Claudette Johnson: Presence. Courtauld Gallery, London
- 2024: Turner Prize 2024, Tate Britain